# Pyknisch
Pyknisch (gevormd uit het Grieks: puknos, stevig, gedrongen, sterk) is een aanduiding voor een lichaamstype: kort, gedrongen, sterk gebouwd, misschien tot gewichtstoename geneigd. Het tegenovergestelde van pyknisch is leptosoom.

## Citaat
Tenhaeff: Deze beschrijving bracht de dame in verband met haar chef, een opgewekt pyknisch type.

## Lichaam en psyche
Het was de Duitse psycholoog Ernst Kretschmer die een indeling van lichaamstypes onderscheidde, waarbij elk type iemand predisponeert tot een bepaalde vorm van psychopathologie:
1. het asthenische of leptosome type (tenger en lang): beschouwend, introvert en pathologisch gesproken neigend tot schizofrenie;
2. het atletische type (grove botten, gespierd): assertief, agressief en pathologisch verbonden met epilepsie;
3. het pyknische type (gedrongen, dik): vriendelijk, sociaal, extravert, maar ook geneigd tot manische depressiviteit.
Kretschmers idee dat lichaamstypen geassocieerd zijn met bepaalde persoonlijkheidskenmerken of vormen van psychopathologie wordt tegenwoordig echter als achterhaald beschouwd.